# Алас, Арнольд Александрович
А́рнольд Алекса́ндрович А́лас (до 1939 года известен как Арнольд Хо́фарт; 1 июля 1911, Тапа, Российская империя — 20 апреля 1990 года, Таллин, Эстонская ССР) — эстонский ландшафтный архитектор и художник.

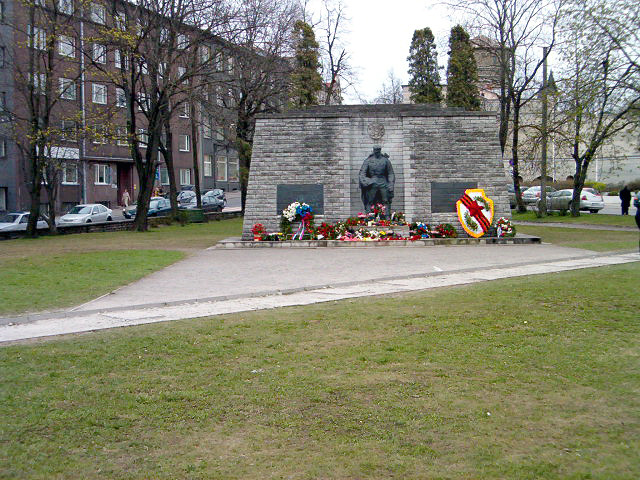
Монумент «Бронзовый солдат» на холме Тынисмяги в 2005 году

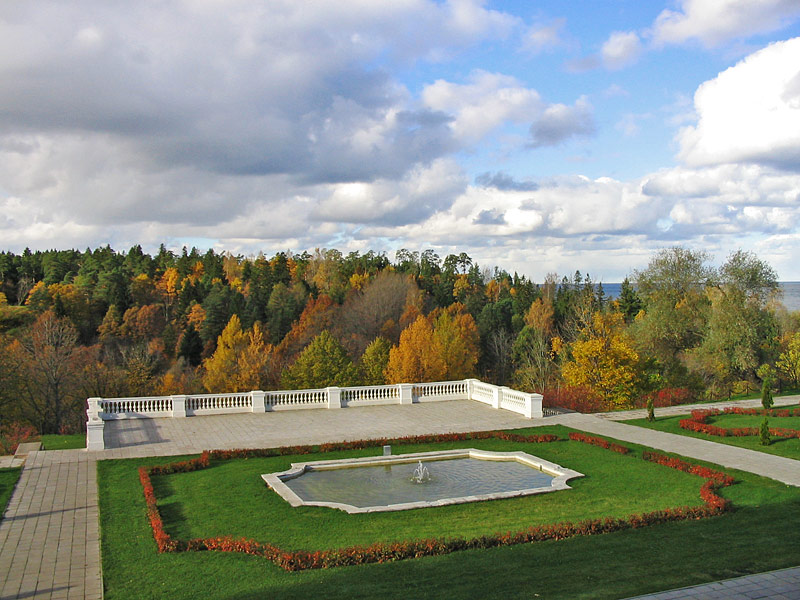
Парк Оруского замка

## Биография
Родился в городе Тапа. В 1933 году окончил Государственную индустриальную школу искусств, в 1938 году — специальное учебное заведение по ландшафтной архитектуре в Берлине.
В 1938 году был назначен руководителем и преподавателем вечернего курса ландшафтной архитектуры, открытого в Таллинской высшей художественной школе, а также был учителем по классу рисунка. В 1940 году короткое время работал преподавателем дизайна и ботаники в Тюриской садоводческой средней школе. В конце того же года был приглашён на должность руководителя отделения ландшафтной архитектуры Высшей школы прикладного искусства имени Яана Коорта, где проработал до начала войны.
В начале Великой Отечественной войны был мобилизован в Красную армию.
В 1943 году входил в творческий коллектив эстонских художников в Ярославле. С 1944 года — преподаватель, позже профессор Государственного художественного института Эстонской ССР, в 1957—1962 годах — председатель Союза художников Эстонской ССР.
В 1960 году вступил в ряды Коммунистической партии Советского Союза.
Рисовал промышленные и городские пейзажи, натюрморты. Первым участием в крупной выставке стало его появление на коллективной выставке шести художников (Арнольд Алас, Хендрик Витсур, Отто Кангиласки, Лепо Микко, Александр Мильдеберг, Мартин Сакс), проходившей в Таллинском Доме искусств в декабре 1962 года — январе 1963 года. В 1967 году в фойе кинотеатра «Космос» состоялась первая персональная выставка Арнольда Аласа. В 1977 году прошла его вторая персональная выставка, в которую вошли художественные произведения 1956—1976 годов.
Был создателем парка Оруской школы домоводства (1938—1939) и частично — парка Оруского замка.
Умер в возрасте 80 лет в Таллине. Похоронен на Лесном кладбище, на охраняемом государством участке.
Наиболее известен как один из создателей мемориального ансамбля на холме Тынисмяги в Таллине — Монумента освободителям Таллина. Он включал в себя двухметровую бронзовую статую солдата в советской форме (скульптор Энн Роос) и окружающее её монументальное каменное сооружение (пилон), автором которого был Арнольд Алас.

## Награды и премии
- 1947 и 1948 годы — Государственная премия Эстонской ССР[2].

### Комментарии
1. ↑  Эстонские топонимы, оканчивающиеся на -а, не склоняются и не имеют женского рода (исключение — Нарва)